# Cyclosorus pyramidatus
Cyclosorus pyramidatus là một loài thực vật có mạch trong họ Thelypteridaceae. Loài này được (Fée) Ching mô tả khoa học đầu tiên năm 1941.